# Torneio Luiz Aranha
O Torneio Luís Aranha foi a primeira competição internacional interclubes realizada no Brasil. Disputada no estilo "Torneio Relâmpago" – isto é, várias partidas com curta duração (20 a 30 minutos cada) – reuniu equipes do Brasil e da Argentina. O troféu foi nomeado em homenagem a Luiz Aranha, presidente da CBD nos anos de 1936 a 1943, e teve todos seus jogos realizados no Estádio São Januário, durante o dia 14 de janeiro de 1940.

## Regulamento
O regulamento tem o seguinte teor:
- 1º - Os três iniciais do torneio serão disputados em dois tempos de 10 minutos, sem descanso intermediário.
- 2º - Se findo o tempo regulamentar de 20 minutos, disputados na forma do item anterior a partida se encontrar empatada, será a mesma prorrogada por mais 10 minutos ,em dois períodos de cinco minutos, limitando-se os quadros a mudarem de campo, findos os primeiros cinco minutos. Nessa prorrogação, o quadro que obtiver um goal ou um corner será considerado vencedor, terminado imediatamente o jogo.
- 3º - Se finda a prorrogação de 10 minutos, prevista no item anterior, subsistir ainda o empate, será procedido um sorteio, pelo juiz do jogo, na presença dos capitães das equipes disputantes, pra decidir o vencedor.
- 4º - O jogo final terá então a duração de 30 minutos, em dois tempos de 15 minutos, sem descanso intermediário, limitando-se os quadros a mudarem de campo, findos os primeiros 15 minutos. Se terminado esse tempo os dois quadros se encontrarem em igualdade de condições no numero de goals, será então o jogo prorrogado em períodos de cinco minutos, sendo classificado vencedor o clube que obtiver primeiro um goal, ou um corner.
- 5º - Entre o jogo semifinal e o final haverá um descanso de 15 minutos.
- 6º - Na prorrogação do 4º jogo, em cada 20 minutos, haverá um descanso de cinco minutos para os quadros disputantes.
- 7º - Cada clube terá direito a fazer no máximo três substituições de jogadores, em qualquer momento do tempo regulamentar de cada jogo. Nas prorrogações não é permitida a substituição de jogadores, embora o clube não tenha completado o limite de substituição.

## Equipes participantes
- Botafogo
- Flamengo
- Independiente
- San Lorenzo
- Vasco da Gama

## Chaveamento
|  | Quartas de final | Quartas de final | Quartas de final |             |           | Semifinais  | Semifinais | Semifinais |  |  | Final  | Final         | Final |
|  |                  |                  |                  |             |           |             |            |            |  |  |        |               |       |
|  |                  |                  |                  |             |           |             |            |            |  |  |        |               |       |
|  |                  |                  |                  |             |           |             |            |            |  |  |        |               |       |
|  |                  |                  |                  |             |           |             |            |            |  |  |        |               |       |
|  |                  | Brasil           | Vasco da Gama    | 1           |           |             |            |            |  |  |        |               |       |
|  |                  |                  |                  | 1           |           |             |            |            |  |  |        |               |       |
|  |                  | Argentina        | Independiente    | 0           |           |             |            |            |  |  |        |               |       |
|  |                  | Argentina        | Independiente    | 0           |           |             |            |            |  |  |        |               |       |
|  |                  |                  |                  |             |           |             |            |            |  |  |        |               |       |
|  |                  |                  |                  |             |           |             |            |            |  |  |        |               |       |
|  |                  |                  |                  |             |           |             |            |            |  |  | Brasil | Vasco da Gama | 0 (1) |
|  |                  |                  | Argentina        | San Lorenzo | 0 (0)     |             |            |            |  |  |        |               |       |
|  | Argentina        | San Lorenzo      | 0 (1)            |             |           |             |            |            |  |  |        |               |       |
|  | Brasil           | Botafogo         | 0 (0)            |             |           |             |            |            |  |  |        |               |       |
|  | Brasil           | Botafogo         | 0 (0)            |             | Argentina | San Lorenzo | 0 (1)      |            |  |  |        |               |       |
|  |                  |                  |                  |             | Argentina | San Lorenzo | 0 (1)      |            |  |  |        |               |       |
|  |                  | Brasil           | Flamengo         | 0 (0)       |           |             |            |            |  |  |        |               |       |
|  |                  | Brasil           | Flamengo         | 0 (0)       |           |             |            |            |  |  |        |               |       |
|  |                  |                  |                  |             |           |             |            |            |  |  |        |               |       |
|  |                  |                  |                  |             |           |             |            |            |  |  |        |               |       |

## Partidas
Quarta-de-final
| 14 de Janeiro de 1940 | Botafogo | 0 – 0                                      | San Lorenzo | Estádio São Januário  |
|                       |          | San Lorenzo classificado Ganhou no sorteio |             | Árbitro: Mário Vianna |

Semifinais
| 14 de Janeiro de 1940 | Vasco da Gama | 1 – 0 | Independiente | Estádio São Januário   |
|                       | Fantoni       |       |               | Árbitro: Eduardo Forte |

| 14 de Janeiro de 1940 | San Lorenzo | 0 – 0 (pro)                               | Flamengo | Estádio São Januário   |
|                       |             | San Lorenzo classificado Número de cantos |          | Árbitro: Eduardo Forte |

Final
| 14 de Janeiro de 1940 | Vasco da Gama | 0 – 0 (pro)                    | San Lorenzo | Estádio São Januário  |
|                       |               | Vasco Campeão Número de cantos |             | Árbitro: Mário Vianna |

## Resultado final
| Torneio Luís Aranha                 |
| ----------------------------------- |
| Vasco da Gama - CAMPEÃO - (Invicto) |

| Elenco campeão |
| --- |
| Vasco: Nascimento; Jaú e Floringo; Fighola, Zarzur e Argemiro; Lindo, Fantoni, Villadoniga; Nino e Orlando. Treinador: Harry Welfare. |